# 心霊写真部 劇場版
『心霊写真部 劇場版』（しんれいしゃしんぶ げきじょうばん）は、2015年（平成27年）5月30日にキャンターの配給で公開された日本のホラー映画。監督は永江二朗、主演は奥仲麻琴。

## 概要
原作は福谷修による小説『Re:心霊写真部』。2009年（平成21年）に小説およびDVDドラマとして公開された『心霊写真部』のリブート作品または続編とされる作品であり、高等学校のクラブ活動で心霊写真の調査研究を行う「心霊写真部」の主人公たちと、心霊写真に秘められた秘密を描く物語である。

## ストーリー
高校生の佳夕は学校で、ひょんなことから心霊写真の調査を行う「心霊写真部」に入部して以来、部の牧村、リリたちと共に心霊写真の真相を追っている。そんな佳夕の周囲に時おり、謎の少女・玲花が現れ、心霊写真の秘密を語る。一方では覆面姿で人々を襲う謎の連続殺人犯「マスク殺人鬼」が世間を騒がせていた。
ある日、佳夕が校内で目撃した幽霊と、何者かから送られてきた心霊写真により、玲花の過去の一端が明らかとなる。その最中に玲花が、続いて牧村が消息を絶つ。佳夕とリリは心霊写真を頼りに牧村らを捜し、心霊スポットとして知られる洞窟を訪れる。そこで見たものは、マスク殺人鬼と化した牧村と、瀕死の玲花だった。実は玲花の母も学生時代は心霊写真部員であり、心霊写真撮影のためにこの洞窟を訪れたが、洞窟に封印されていた怨霊に憑依され、マスク殺人鬼と化していた。母の正体を知った玲花は、凶行を止めるために母を殺したが、玲花自身が怨霊に憑依されてマスク殺人鬼と化していた。怨霊は玲花から牧村へと憑依して佳夕とリリを襲い、さらに佳夕に憑依して牧村とリリを襲う。すんでのところで佳夕は自身にナイフを突き立てて怨霊を解き放ち、その姿をカメラにおさめて怨霊の封印に成功した。
惨劇が終わり、佳夕、牧村、リリは無事に回復して学校生活に戻ったものの、心霊写真部は活動停止処分となってしまった。牧村は、部がなくとも心霊写真の調査は続けると意気込む。懲りない様子の牧村に、佳夕とリリは呆れ果てる。そんな佳夕の前に玲花の幻影が現れ、初めての笑顔を見せた。

## 登場人物
二宮 佳夕（にのみや かゆ）
演 - 奥仲麻琴
主人公。東京都武蔵野市の都立緑が丘高校の1年生。ある程度の霊感を持つものの、それ以外はごく普通の少女。
牧村 要（まきむら かなめ）
演 - 伊藤陽佑
心霊写真部の部長で、3年生。心霊写真収集を趣味とする無類のオカルトマニア。
寺久保 リリ（てらくぼ リリ）
演 - 上野優華
心霊写真部の部員で、2年生、好奇心旺盛。部員は以上3人のみ。
一ノ谷 玲花（いちのたに れいか）
演 - 谷内里早
不思議な雰囲気の無表情な女生徒。時おり佳夕の周りに現れ、心霊写真について詳しいアドバイスを与える。
真壁 望海（まかべ のぞみ）
演 - 工藤美桜
中学生の少女。「エンジェル様」（コックリさんと同様の占い）の最中に天使を撮影したと言い、佳夕らに相談を持ちかける。
真壁 春恵（まかべ はるえ）
演 - 森田亜紀
望海の母。エンジェル様に夢中になるなど、様子のおかしい望海を心配している。
萩尾 瑞菜（はぎお みずな）
演 - 戸田れい（特別出演）
玲花の失踪とマスク殺人鬼を追う女刑事。

## 制作
『心霊写真部』は2009年に小説として発表され、同年にDVDドラマとして映像化されたが、全4巻発売予定のところ、売上不振などの事情により2巻発売時点で打ち切りとなっていた。しかし2012年（平成24年）8月にニコニコ生放送でのホラー企画での配信を通じて人気が再燃、作中で出演者たちが激しく痙攣する演技が「痙攣部」と呼ばれるなど、ニコニコ動画のユーザー間で話題となっていた。
その後、視聴者から続編を望む多数の意見が寄せられたことで、新作として後述の原作小説が発行され、それを原作として劇場版作品が製作されることとなった。物語を最初から描き直すリブート作品とされるが、DVDドラマ版にあたる物語は主人公のモノローグとわずかの映像でのみ構成され、映画本編はその後の物語から始まっており、続編と位置づけられることもある。
伊藤陽佑以外の主要登場人物は出演者はDVDドラマ版から一新されており、主演の奥仲麻琴にとっては初主演映画でもある。工藤美桜は本作品が映画初出演である。DVDドラマ版に出演した戸田れいは、高校生役を演じた前作から5年も経過していることもあり、サプライズ的なゲスト出演に留まった。
製作にあたって費用を補うためにクラウドファンディングが実施され、1日目にして目標金額の倍の金額を達成し、最終的には目標の5倍の金額を達成した。支援プランによっては映画本編内の心霊写真に幽霊の顔として出演できる権利が得られる、独特のプランも用意された。
映画上映に伴い。原作小説『Re:心霊写真部』が発売されているが、結末は映画と異なる。

## 派生作品
公開と前後してニコニコ生放送において、2014年に『心霊写真部 生ホラー2014』、2015年8月にはスピンオフ作品『心霊写真部 零限目』が配信された。劇場版出演者らがホラードラマを生放送で演じ、放送中の視聴者アンケートによってストーリー展開を決定する作品である。
2016年（平成28年）には、“心霊写真部”シリーズ第三弾、『心霊写真部リブート』が製作されている。

## DVD
2015年（平成27年）7月22日には、DVD版とBlu-ray Disc版が同時発売された。